# Regan Agung
Regan Agung is een bestuurslaag in het regentschap Banyuasin van de provincie Zuid-Sumatra, Indonesië. Regan Agung telt 1404 inwoners (volkstelling 2010).